# 러시아 핸드볼 국가대표팀
러시아 핸드볼 국가대표팀(러시아어: Сборная России по гандболу)은 러시아를 대표하여 국제 경기에 참가하는 핸드볼 국가대표팀이며, 러시아 핸드볼 연맹이 운영하고 있다. 핸드볼 역사상 최초로 올림픽, 세계 선수권 대회, 대륙 선수권 대회를 모두 우승한 국가대표팀이다.

## 역대 감독
| 성명                  | 재임 기간 |
| --------------------- | --------- |
| 블라디미르 막시모프   | 1992-2004 |
| 아나톨리 드라초프     | 2004-2005 |
| 블라디미르 막시모프   | 2005-2008 |
| 니콜라이 치가료프     | 2008-2010 |
| 블라디미르 막시모프   | 2010-2012 |
| 올레크 쿨레쇼프       | 2012-2015 |
| 드미트리 토르고바노프 | 2015-2017 |
| 예두아르트 콕샤로프   | 2017-2020 |
| 벨리미르 페트코비치   | 2020-     |